# Astanove II de Fezensac
Astanove II de Fezensac est un comte de Fezensac, en Gascogne, mort en 1098 au cours de la première croisade. Il est fils du comte Aymeric II de Fezensac et de son épouse Biverne.

## Biographie
Astanove II de Fezensac succède à son père entre 1090 et 1094, puisque son père consent en 1090 à une donation à Saint-Pierre de Vic, tandis qu'en 1094, Astanove II confirme une donation de son père. En 1096, à la suite de l'appel de Clermont, il s'engage dans la première croisade. En 1097, son demi-frère utérin Raymond II d'Auch devient archevêque d'Auch. Astanove meurt au cours de la croisade, et sa fille Anicelle de Fézensac lui succède.
Anicelle épouse d'abord le comte Bernard III de Bigorre, avec qui elle n'aura qu'une fille morte jeune, puis le comte Géraud III d'Armagnac, réunissant ainsi les deux comtés de Fézensac et d'Armagnac, séparés depuis la mort de Guillaume de Fezensac.